# Svoj
Svoj (Свой) è un film del 1969 diretto da Leonid Danilovič Agranovič.